# Spaceship Earth

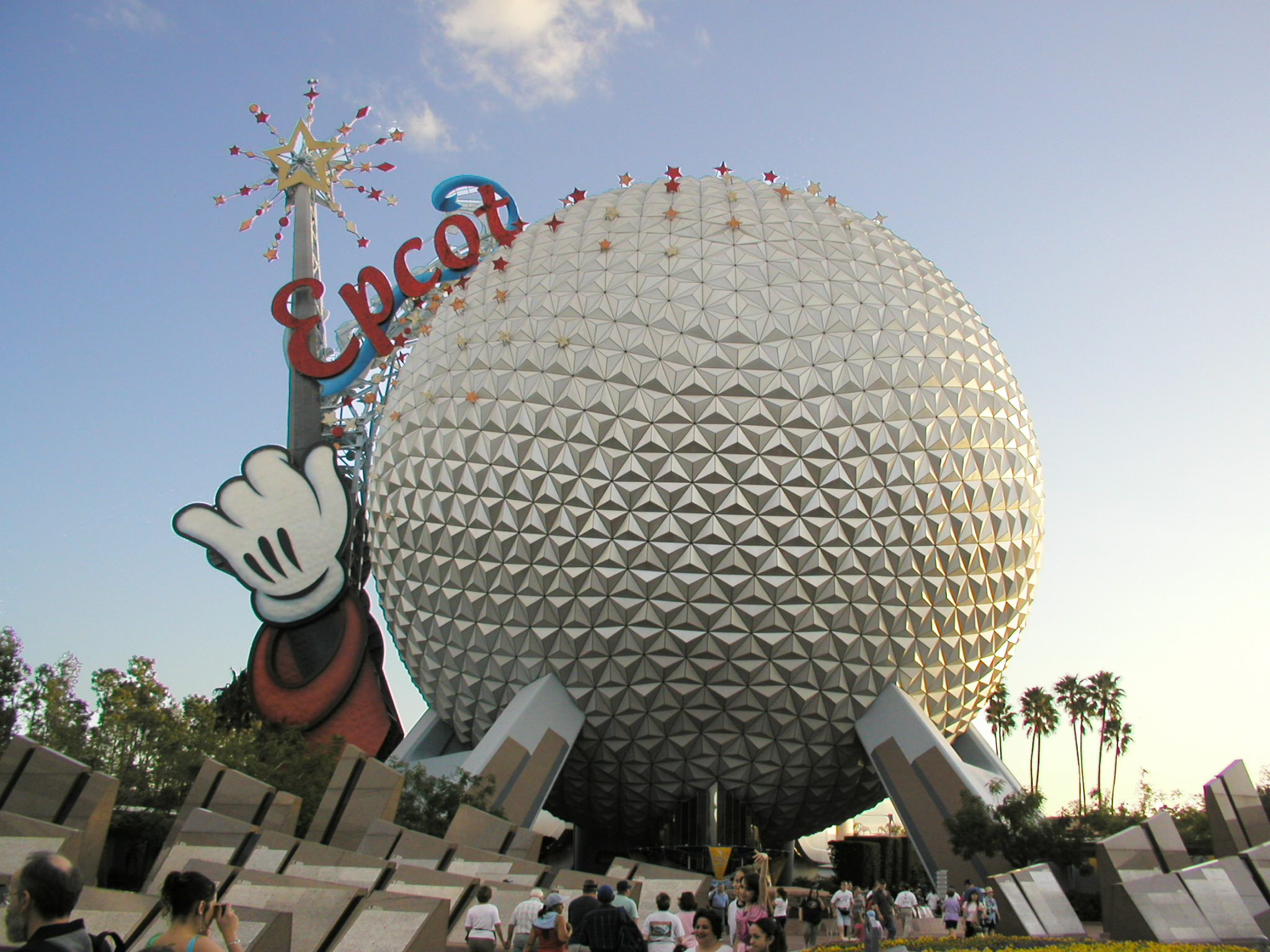
Spaceship Earth v parku Epcot

Spaceship Earth je klíčová atrakce zábavního parku Epcot v tematickém areálu Walt Disney World Resort v Lake Buena Vista, Florida, USA. 18 podlaží vysoká sférická stavba obsahuje 13-minutovou poklidnou atrakci (využívající systém Omnimover), která návštěvníky provede historií lidské komunikace od pravěku až po blízkou budoucnost.
Stavba koule trvala 26 měsíců. Původně byla pod záštitou firmy Bell System, od roku 1982 do 1984. Pak byla ale firma Bell System rozdělena do několika menších společností a tak záštitu převzala jedna z nich, firma AT&T, v letech 1984 až 2004.